# Quebra de página
Uma quebra de página é um marcador em um documento eletrônico que informa o interpretador de documento que o conteúdo que se segue é parte de uma nova página. Uma quebra de página provoca uma alimentação de formulário a ser enviado para a impressora durante o spool do documento para a impressora.

## Alimentação de formulário
A alimentação de formulário (ou Form Feed) é um caractere de controle ASCII. Ele força a impressora a ejetar a página atual e continuar imprimindo no topo da outra. Frequentemente, ele provoca um retorno de carro. O código do caractere de alimentação de formulário é definido como 12 (0xC em hexadecimal) e pode ser representado como control+L ou ^L. Na linguagem de programação C (e outras linguagens derivadas de C), o caractere de alimentação de formulário pode ser representado como '\f'.
A alimentação de formulário é raramente utilizada quando a programação com impressoras modernas em ambientes operacionais modernos como Windows, Unix, Linux ou Mac OS. Em vez disso, as alimentações de formulário são geradas tendo uma chamada do programa de impressão a uma função da API de alimentação de formulário. Por exemplo, quando a impressão usando o framework .NET, a propriedade PrintPageEventArgs.HasMorePages é usada para indicar uma alimentação de formulário é desejada.